# Rue Pergolèse
La rue Pergolèse est une voie du 16e arrondissement de Paris, en France.

## Situation et accès

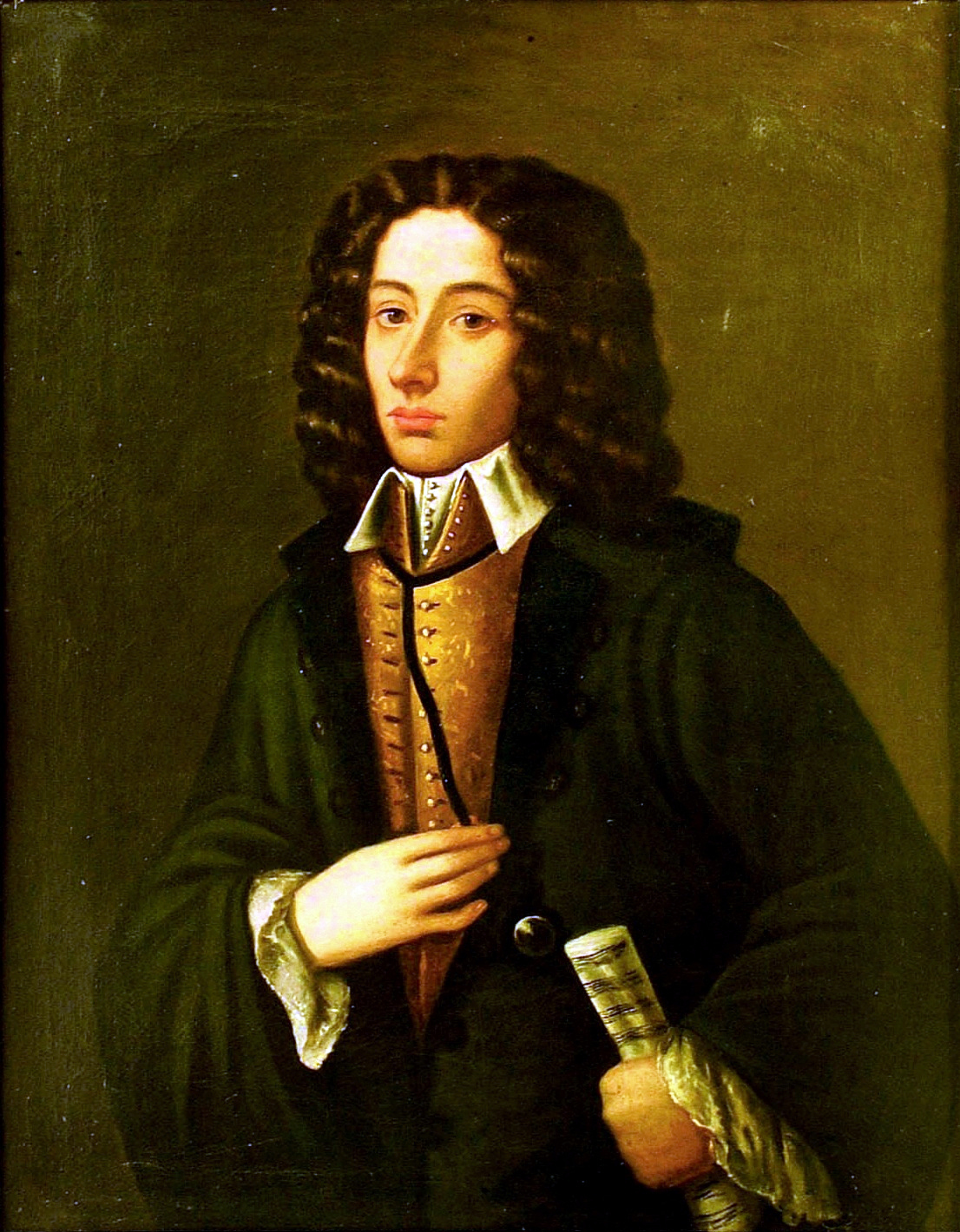
Le compositeur Jean-Baptiste Pergolèse.

La rue Pergolèse est une voie publique située dans le 16e arrondissement de Paris. Elle débute au 61 ter, place du Général-Patton et se termine au 66, avenue Foch.
La rue est desservie à proximité par les lignes 1 et 2 aux stations Argentine, Porte Maillot et Porte Dauphine.

## Origine du nom
Elle porte le nom du compositeur italien Jean-Baptiste Pergolèse (1710-1736).

## Historique
Cette voie résulte de la transformation, en 1825, du chemin qui longeait, à l'est, les terrains de l’ancienne faisanderie de la Muette et qui séparait les communes de Passy et de Neuilly, appelé « rue Périer », du nom du propriétaire du terrain Casimir Périer, entre les actuelles avenues de la Grande-Armée et de Malakoff et rue du Petit-Parc depuis l'avenue de Malakoff jusqu'à la rue de la Tour. Les terrains de l'ancienne faisanderie entre la rue Militaire qui longeait les anciennes fortifications, actuellement boulevard de l'Amiral-Bruix et l'actuelle rue Pergolèse qui appartenaient à Casimir Périer, ont été mis en vente en 1851 par lots achetés par des investisseurs. Ces terrains ont été construits au cours de la seconde moitié du XIXe siècle.
La rue était également la limite ouest du lotissement de la plaine de Passy créé en 1825 par la Société des terrains de la plaine de Passy. La partie ouest de ce lotissement, qui s'étendait à l'est jusqu'au boulevard extérieur de l'enceinte des Fermiers généraux, ne fut bâtie qu'après 1850. Les maisons individuelles furent remplacées à partir de la fin du XIXe siècle par des immeubles collectifs,.
Classée dans la voirie parisienne en vertu d'un décret du 23 mai 1863, elle prend sa dénomination actuelle par un décret du 2 octobre 1865 et perd une partie qui devient à la même date la rue Spontini.

## Bâtiments remarquables et lieux de mémoire

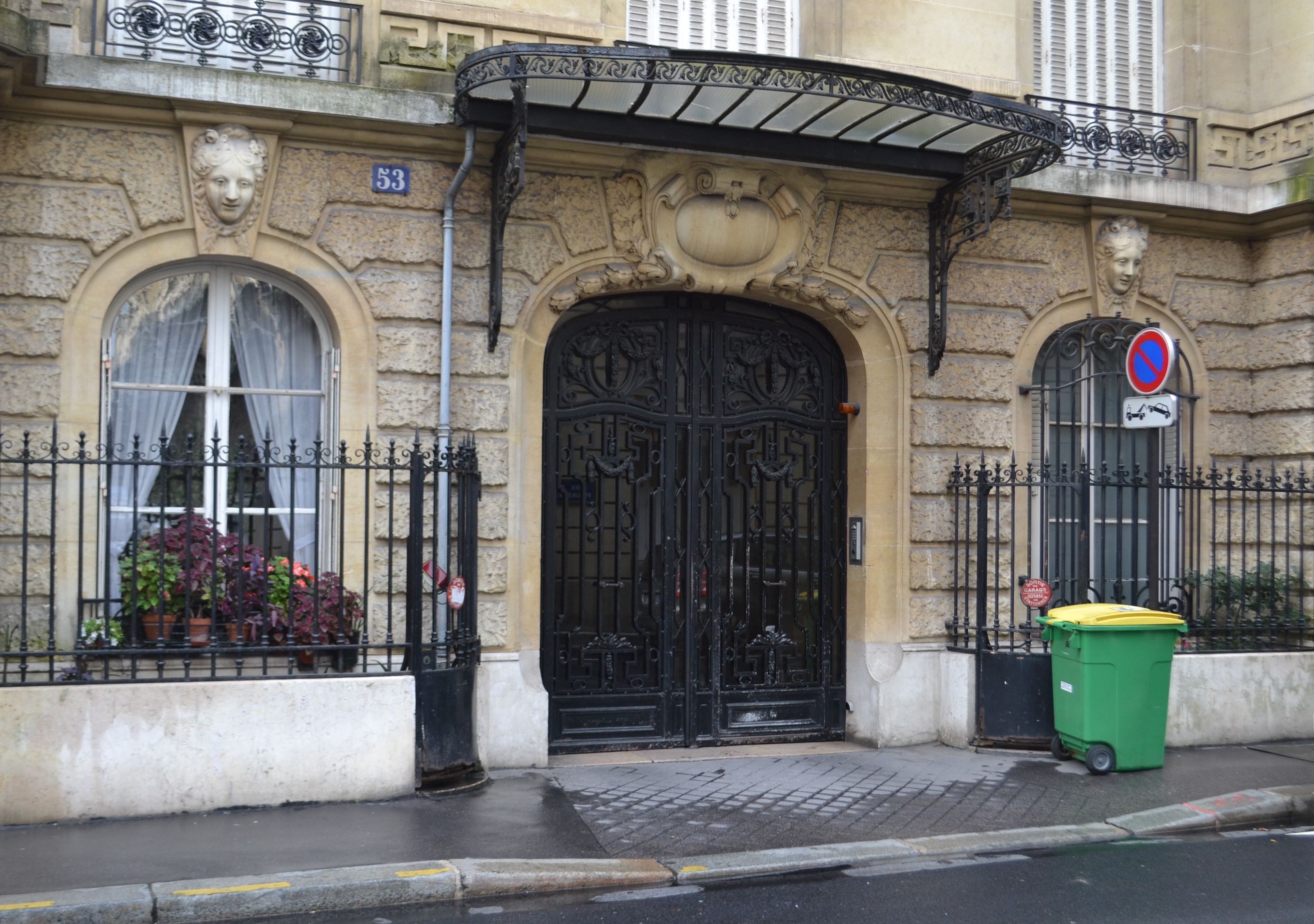
Entrée du no 53.

- No 9 : domicile du compositeur Camille Erlanger à sa mort en 1919[7].
- No 10 : domicile parisien des écrivains américains Zelda et F. Scott Fitzgerald entre 1929 et 1931 et domicile du compositeur espagnol José Padilla[8].
- No 12 bis : cité Duplan, voie privée. Domicile du conseiller d'État et préfet Paul Bouët à partir des années 1940[9].
- No 14 : association nationale des Directeurs Financiers et de Contrôle de Gestion (DFCG).
- No 30 : rue Berlioz, voie privée.
- No 45 : siège du mouvement religieux bahá’í en France.
- No 55 : domicile du cinéaste Raymond Bernard entre 1947 et 1977. Une plaque lui rend hommage.
- No 61 : consulat d'Irak en France.
- No 62 : le 13 septembre 1980, le fondateur d'Action directe, Jean-Marc Rouillan, est arrêté par la police et les Renseignements généraux[10] dans l'immeuble, alors que Rouillan montait à l'étage en pensant rencontrer le terroriste Ilich Ramírez Sánchez. La compagne de Rouillan, Nathalie Ménigon, s'enfuit et est arrêtée dans la rue quelques minutes plus tard[11].
- No 63 (angle avenue Foch) : hôtel particulier néo-Renaissance construit par l'architecte Armand Pollet en 1883[12].
- No 66 : délégation générale du Québec à Paris.
- No 68 : villa Saïd, voie privée.

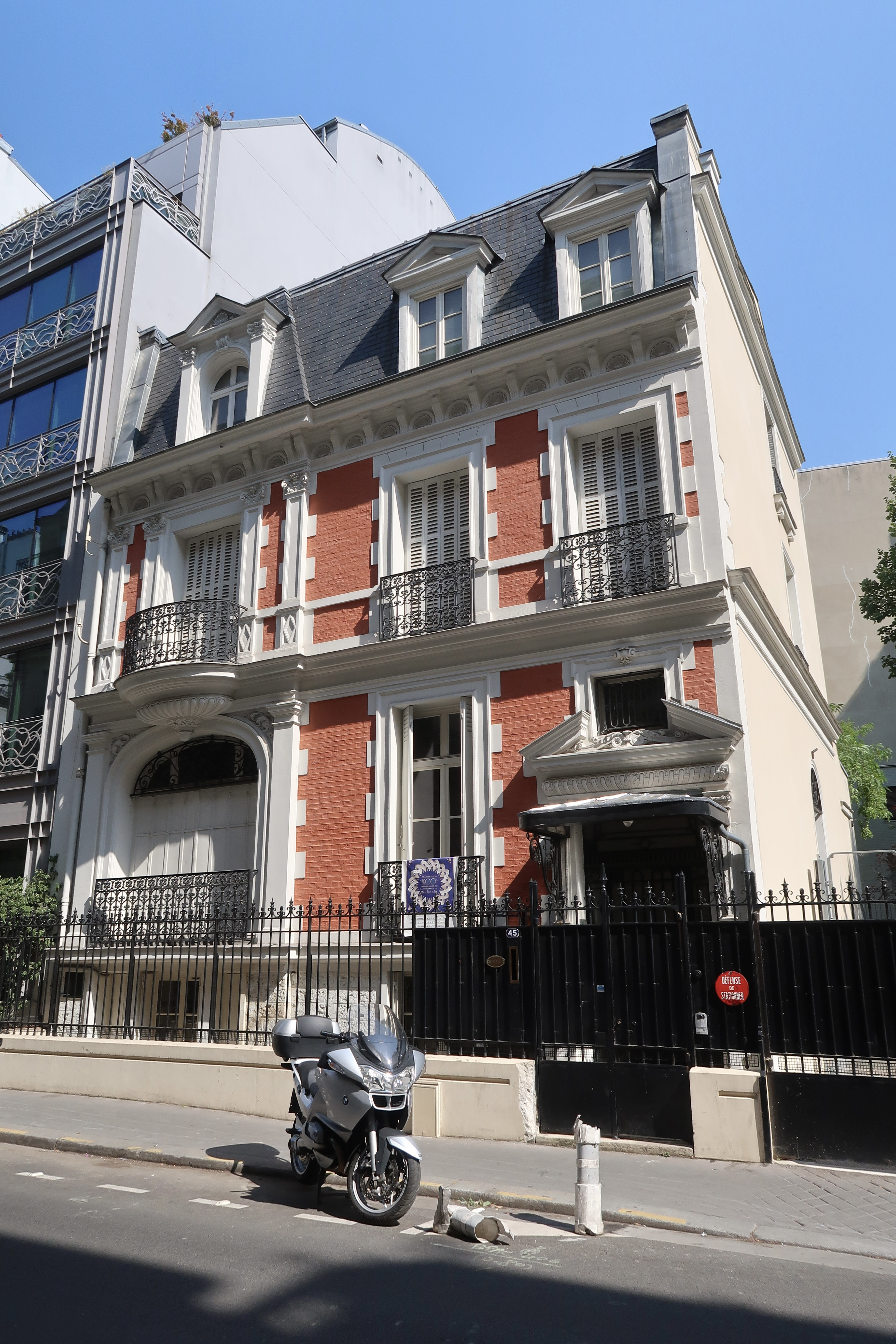
No 45.
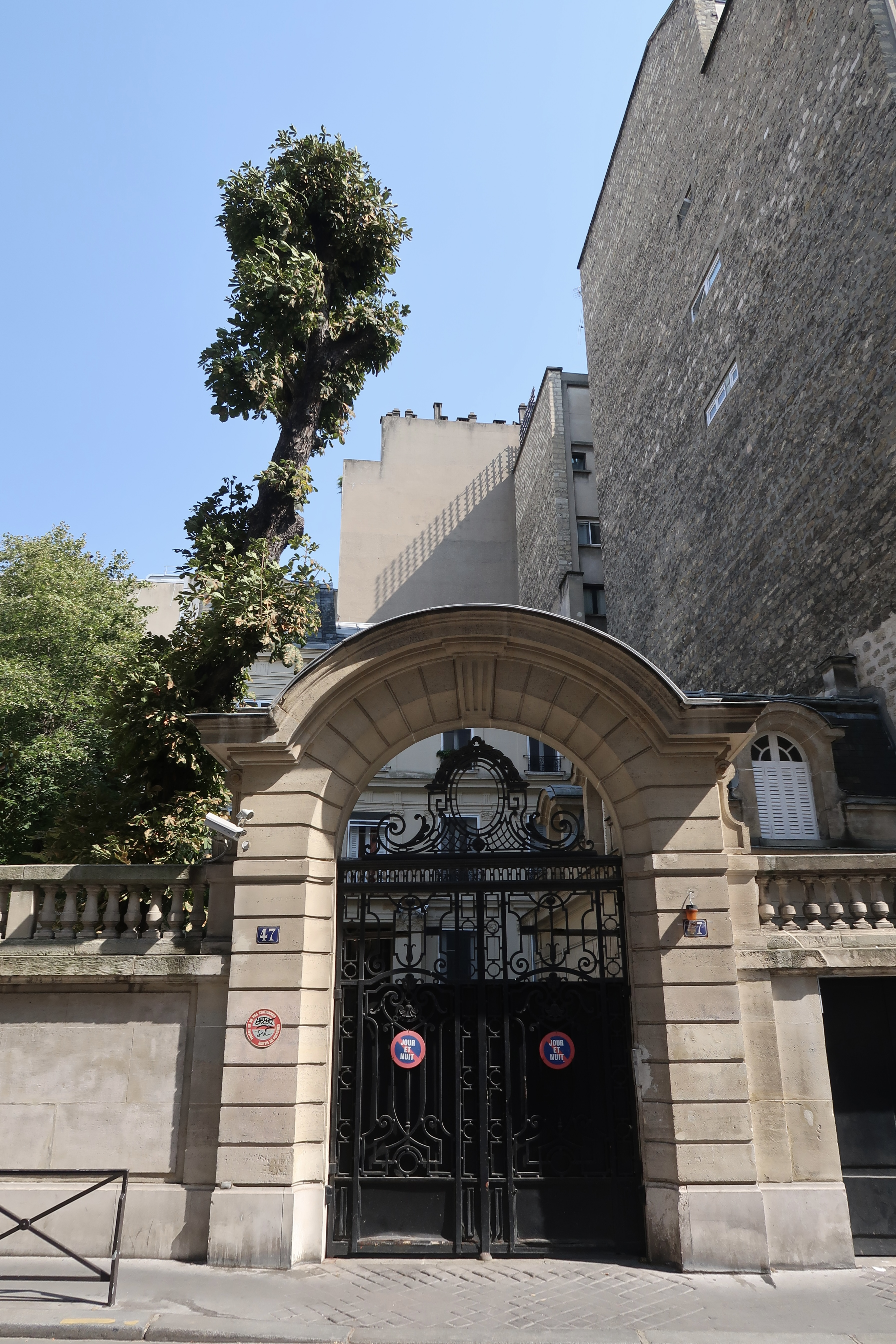
No 47.
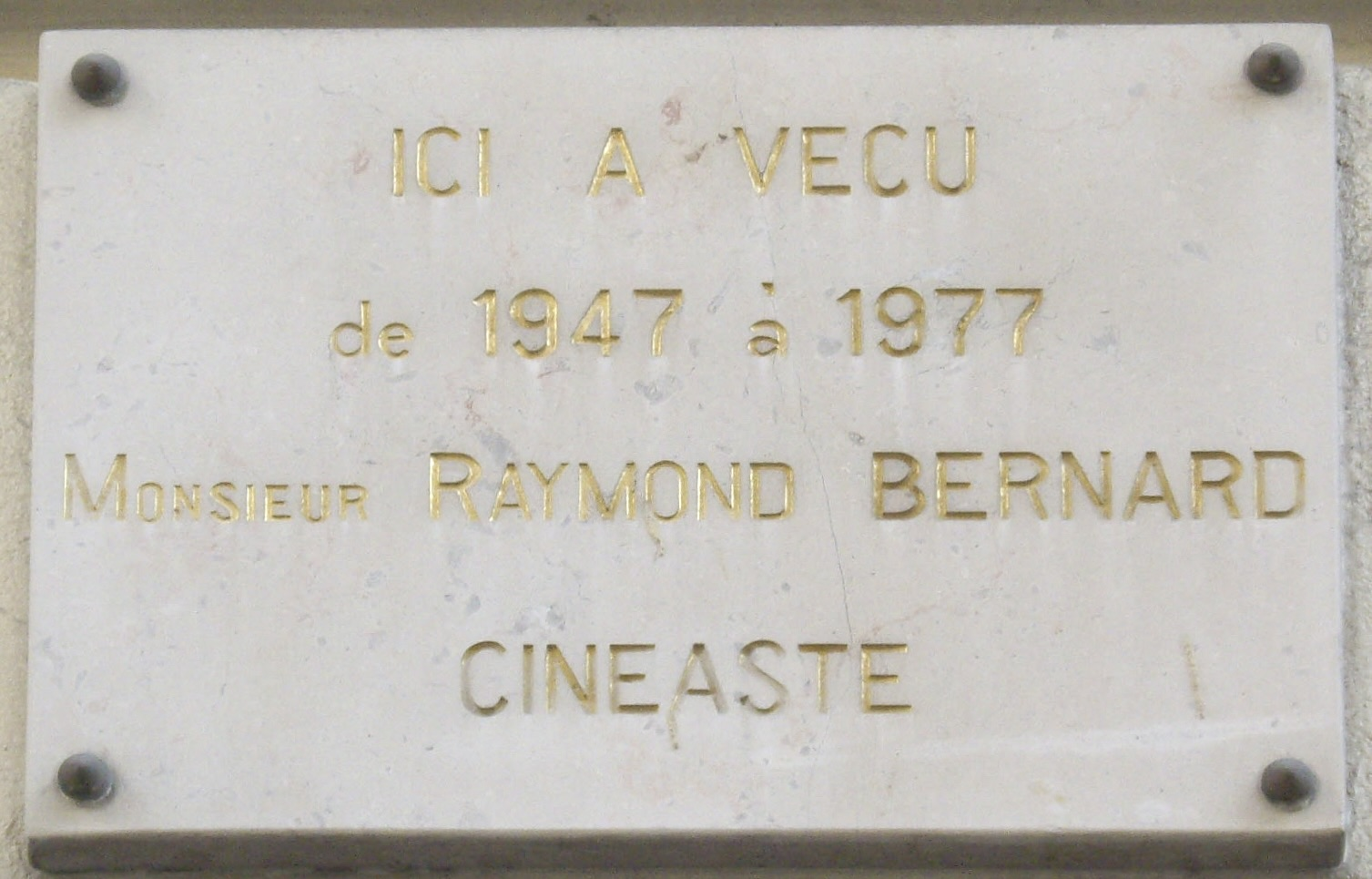
Plaque au no 55.
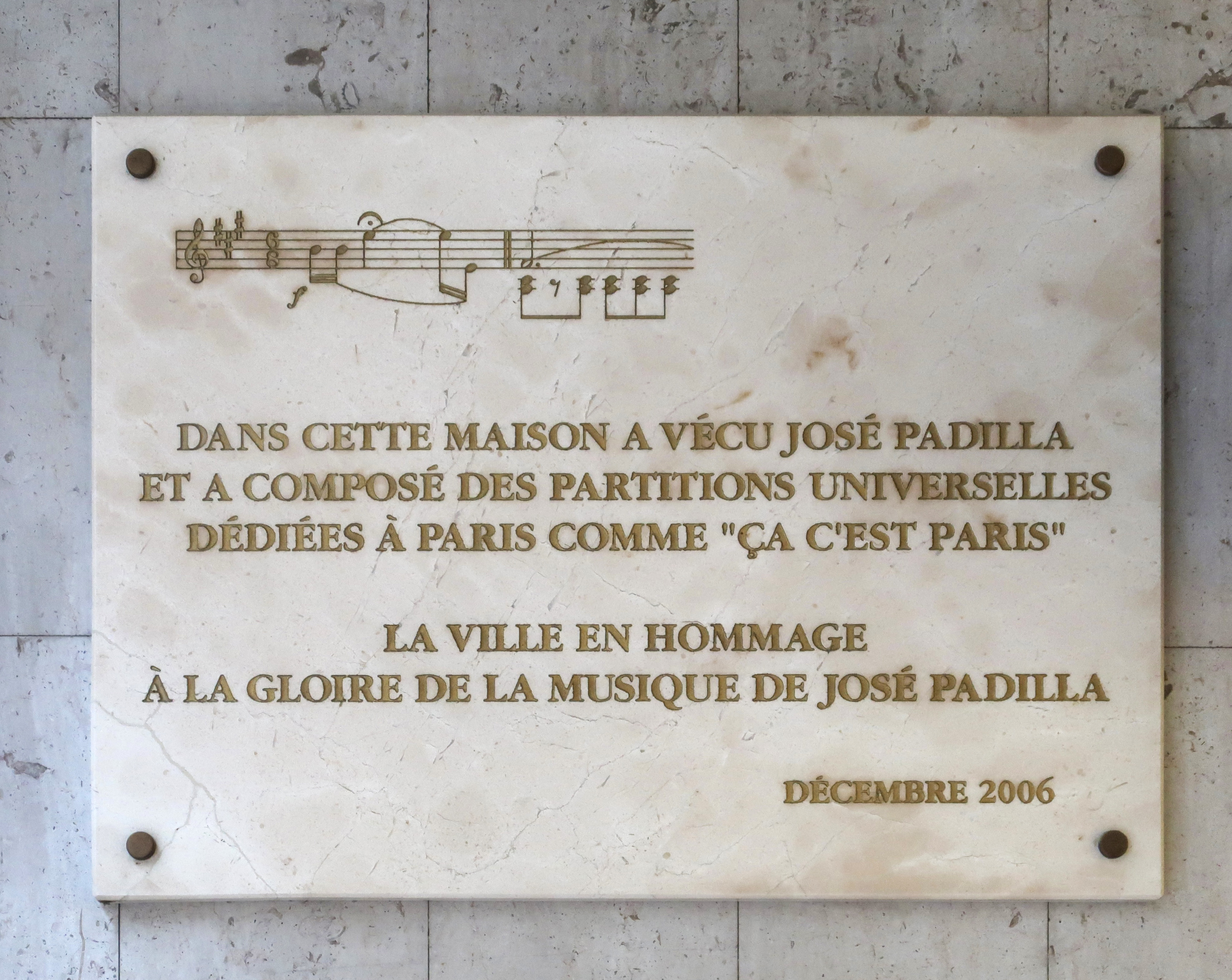
Plaque au no 10.
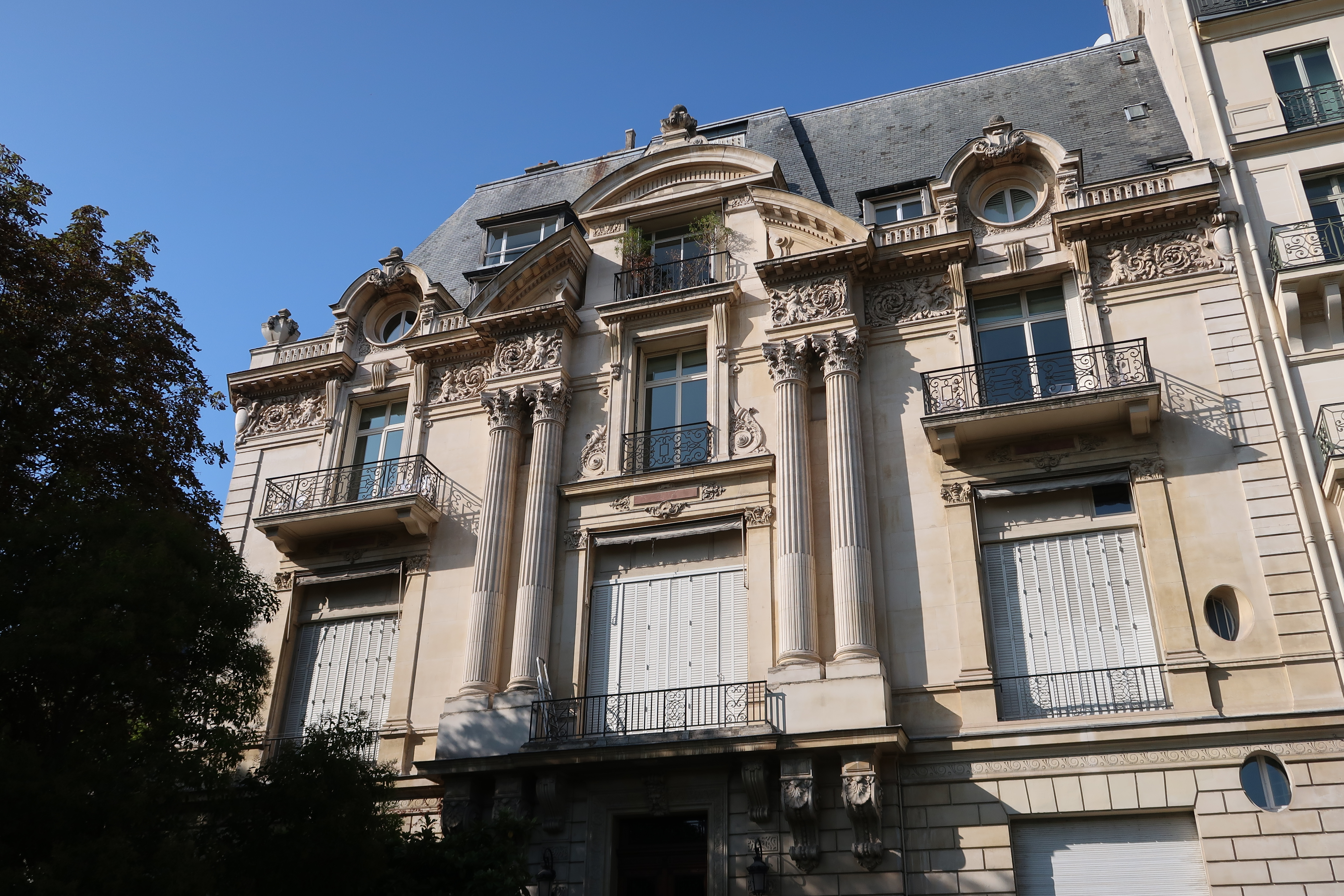
Façade du no 63 sur l'avenue Foch.